# Philonotis tenuis
Philonotis tenuis là một loài rêu trong họ Bartramiaceae. Loài này được Taylor Reichardt mô tả khoa học đầu tiên năm 1870.